# Highway Chile
Highway Chile è un brano musicale del gruppo rock The Jimi Hendrix Experience, pubblicato su singolo nel 1967 in Gran Bretagna come lato B del 45 giri The Wind Cries Mary. La canzone venne scritta da Jimi Hendrix e successivamente fu inclusa nella versione britannica della compilation Smash Hits, pubblicata nell'aprile 1968.

## Il brano
Nel libro Jimi Hendrix: Electric Gypsy, la canzone viene descritta come "il racconto del perseguimento del Sogno americano". Matthew Greenwald di AllMusic scrive inoltre che la canzone sarebbe autobiografica, affermando come sia "facile vedere che Hendrix scrive di se stesso, e della sua vita da musicista itinerante nel circuito R&B/soul" agli inizi di carriera.
Dal punto di vista musicale, Highway Chile è stata descritta un "funky shuffle [...] basato su accordi blues". Il brano fu pubblicato in mono, sia come lato B di The Wind Cries Mary sia nella raccolta Smash Hits; una prima versione in "falso stereo" venne pubblicata sull'album postumo War Heroes, mentre la prima versione stereo vera e propria uscì per la prima volta all'interno del box set The Jimi Hendrix Experience nel settembre 2000.
L'utilizzo della parola "chile" è un deliberato errore di pronuncia della parola "child" ("fanciullo"), presente anche nel brano Voodoo Chile su Electric Ladyland.

## Formazione
The Jimi Hendrix Experience
- Jimi Hendrix - voce, chitarra
- Noel Redding - basso
- Mitch Mitchell - batteria

Personale aggiuntivo
- Chas Chandler - produzione
- Eddie Kramer - ingegnere del suono